# George Capwell
George Lewis Capwell Cronin (Olean (Nova Iorque), 1 de julho de 1902 - † San Diego Califórnia, 7 de janeiro de 1970) foi um dirigente esportivo estadunidense, notório por ter sido o fundador Club Sport Emelec, que é uma tradicional equipe de futebol da cidade equatoriana de Guaiaquil.
Em sua homenagem, no dia 21 de Outubro de 1945 foi inaugurado o Estádio George Capwell, que é a casa do Emelec.

## Biografia
Capwell era conhecido por ser um entusiasta do esporte, particularmente pelo futebol americano, basquete, natação e beisebol. 
Passou sua infância no Panamá, já que seu pai foi um dos engenheiros envolvido na construção do Canal do Panamá.
Estudou engenharia elétrica no tradicional Rensselaer Polytechnic Institute, dos Estados Unidos. Nessa universidade, ele se destacou na equipe de beisebol. Nas férias ele foi trabalhar em uma fábrica de móveis em Troy, mas ele não gostou porque eram dias pesados. Os dois verões seguintes ele tocou em uma equipe semi-profissional de baseball.
Em 1925, ele foi trabalhar em Cienfuegos, Cuba, em uma usina de energia. Em 14 de abril de 1926, Capwell chegou a Guaiaquil para trabalhar na Empresa Eléctrica del Ecuador, como superintendente para supervisionar sua construção. Logo depois de chegar, para poder praticar esportes, ele instalou uma academia no segundo andar dos escritórios da empresa, e em frente ao pilão de arroz Ponce Luque construiu um pequeno complexo esportivo com uma quadra de basquete e uma piscina. Nascia assim o Club Sport Emelec, nomeado com a primeira sílaba de cada palavra em nome da empresa.
A equipe de futebol propriamente dita foi registrada na Federación Deportiva del Guayas no dia 7 de junho de 1929.

### Morte
Capwell veio a óbito no dia 7 de janeiro de 1970, após sofrer um acidente vascular cerebral.